# Вертикаль (книжная серия)
Книжная серия «Вертикаль» — серия книг, начатая в 1997 году издательствами АСТ и «Terra Fantastica». Серия была задумана как «книжная серия постмодернистской литературной фантастики». В серии были изданы четыре книги, после чего её выпуск был прекращён.
По словам составителей серии, «выпуск книг серии „Вертикаль“ должен был создать альтернативу потоку облегченной фантастики, показать, что и умная и глубокая книга может иметь успех у массового читателя».

## Книги серии
- Андрей Лазарчук, Михаил Успенский. Посмотри в глаза чудовищ (роман)
- Вячеслав Рыбаков. Трудно стать богом (сборник)
- Борис Штерн. Эфиоп (роман)
- Юлий Буркин, Константин Фадеев. Осколки неба, или Подлинная история «Битлз» (роман)

## Значение серии
Несмотря на относительно быстрое закрытие серии, вышедшие в ней книги получили широкий резонанс в прессе и среди любителей фантастики.
Роман «Посмотри в глаза чудовищ» Андрея Лазарчука и Михаила Успенского удостоился премии «Интерпресскон», «Эфиоп» Бориса Штерна — премии «Бронзовая улитка».
Все четыре книги, впервые изданные в рамках серии, впоследствии неоднократно переиздавались.